# Vadim Krasnosel'skij
Vadim Nikolaevič Krasnosel'skij (in russo Вадим Николаевич Красносельский?; in ucraino Вадім Миколайович Красносельский?, Vadim Mykolajovyč Krasnosel's'kyj; Daurija, 14 aprile 1970) è un politico moldavo transnistriano, di origine russo-ucraina.

## Biografia
Dal dicembre 2016 è Presidente della Transnistria, Stato non riconosciuto, de iure parte della Moldavia ma de facto indipendente.